# Nikola Uzunović
Nikola Uzunović (1873, Niš – 1954, Belgrado) foi um político sérvio do Partido Radical Popular e duas vezes primeiro-ministro da Iugoslávia no período entre-guerras: atuou como primeiro-ministro de 8 de abril de 1926 até 17 de abril de 1927 e de janeiro de 1934 a dezembro de 1934.